# Gölen (Lenhovda socken, Småland)
Gölen är en sjö i Uppvidinge kommun i Småland och ingår i Alsteråns huvudavrinningsområde.